# Шан-Коба
Шан-Коба́ (крим. Şan Qoba) — печерна стоянка середньокам'яної доби на навісі Шан-Коба на правому березі струмка Кубалар-Су у сточищі річки Чорної. Розташована у обривах скель недалеко від водопада Кобалар у Бахчисарайському районі на схід від села Передове, у Байдарській долині.
Стоянка досліджувана 1928, 1935—1936.
Налічує 6 культурних шарів серед яких
- три нижніх (6, 5 шари) відносяться до шан-кобинської культури ранньо-середньокам'яної доби;
- середні шари (4 й 3 шари) — до шпанської культури;
- верхні два (2, 1 шари) — до мурзак-кобинської культури пізньо-середньокам'яної доби.

Прослежено, що на той час перед входом у навіс була споруджена своєрідна кам'яна стінка, що захищала житло від холодних північно-західних вітрів. Під навісом розчищено сліди відкритого вогнища у діаметрі у 60 см. Тут зібрано декілька крем'яних знарядь, деяка кількість кістяних виробів (шила, вістря стріл) а також безліч нуклеусів, ножеподібних пластин, відколи та інші.
Присутність 6-ьох шарів та ряду горизонтів свідчить, що печера була заселена за середньовічної доби була заселена багаторазово.
Кістки належать диким тваринам: оленю благорідному, віслюку, дикій свині, сайгаку та іншим. Серед придомашнених тварин кісті собаки.
У верхньому шарі кам'яне неолітичне знаряддя, уламки грубого посуду.